# Цветан Ватев
Цветан Иванов Ватев (роден на 4 септември 1943 г.) е български актьор.

## Актьорска кариера
Като театрален актьор играе в Драматичен театър - Монтана, Плевенския театър, Хасковския и Театър „София“. Има няколко роли и в киното и радиотеатъра.

## Кариера на озвучаващ актьор
Ватев се занимава с озвучаване на филми и сериали от 1980 до 2018 г. Една от най-известните му роли е тази на Хави в първия дублаж на испанския сериал „Синьо лято“.
Запомнящ се глас от дублажите на игрални сериали, измежду които „Улица Сезам“, „Бенджи, Закс и Звездния принц“, „Напълно непознати“ (дублаж на GTV/Медия линк), „Жената на моя живот“, „Моят живот-това си ти“, „Любов без граници“, „Златната клетка“, минисериала „От Земята до Луната“ и много други.
Участва предимно в дублажите на анимационни сериали като „Спайдър-Мен и невероятните му приятели“, „Приключенията на Гумените мечета“, „Семейство Симпсън“, „Мишел Ваян“, „Завръщане в бъдещето“, „Крава и пиле“, „101 далматинци“, „Ю-Ги-О!“, „Кръстници-вълшебници“ (дублаж на студио Доли), „Джони Тест“ (войсоувър дублаж на студио Доли), „Парк шоу“, „Генератор Рекс“, „Гръмотевичните котки“, „Санджей и Крейг“ и други. Той е един от малкото актьори, озвучили една и съща роля четири пъти, а именно тази на Кингпин в четирите дублажа на „Спайдър-Мен: Анимационният сериал“.
Последната му работа е по 26-ия сезон на „Семейство Симпсън“ през 2018 г., след което бива заместен от Тодор Георгиев.
| Актьор            | Заглавия | Роли                                                               |
| ----------------- | --- | ------------------------------------------------------------------ |
| Брад Гарет        | Кънтри мечки Умиротворителят (дублаж на bTV) | Фред Бедърхед Заместник-директор Дуейн Мърни                       |
| Дан Кастеланета   | Семейство Симпсън Завръщане в бъдещето | Хоумър Симпсън Д-р Емет „Док“ Браун                                |
| Джеф Бенет        | Лагерът Лазло Гръм Фенбой и Чам Чам | Командир Хуха Лойд Г-н Ханк Мъфлин                                 |
| Джон Раценбъргър  | Колите Колите 2 Колите 3 Семейство Симпсън | Мак, Колата Хам, Колата Йети и Колата Пи Ти Флий Мак Пиксар Хоумър |
| Джон Стивънсън    | Шоуто на Скуби-Ду (дублаж на Мулти Видео Център) Амиго и неговите приятели Спайдър-Мен и невероятните му приятели                                                                             | Мерлин/Зарко Разказвача Доктор Стрейндж                            |
| Джордж Гейнс      | Полицейска академия Полицейска академия 3 Полицейска академия 4: Градски патрул Полицейска академия 5: Мисия Маями Полицейска академия 6: Град под обсада Полицейска академия 7: Мисия Москва | Комендант Ерик Ласард                                              |
| Иън Джеймс Корлет | Джони Тест (войсоувър дублаж на студио Доли) Нинджаго: Господари на Спинджицу | Хю Тест Господаря Чен                                              |
| Келси Грамър      | Семейство Симпсън (в сезон 23 и епизод 26X07) Принцеса Анастасия (дублажи на Арс Диджитал Студио и bTV)                                                                                       | Сайдшоу Боб Владимир Василович                                     |
| Майк Майърс       | Остин Пауърс: Шпионинът любовник Остин Пауърс в Златния член (дублаж на bTV) | Д-р Зло                                                            |
| Майкъл Рай        | Приключенията на Гумените мечета Спайдър-Мен и невероятните му приятели Спайдър-Мен: Анимационният сериал (дублаж на Диема Вижън, в първия му епизод е Александър Митрев)                     | Херцог Трън Магнито Д-р Фарли Стилуел                              |
| Микелти Уилямсън  | Волният Уили (дублаж на Арс Диджитал Студио) Волният Уили 2 (дублаж на Арс Диджитал Студио)                                                                                                   | Дует Мърсър                                                        |
| Морис Ламарш      | Бетовен Най-добрият ми приятел е маймуна Семейство Симпсън | Г-н Хъгс Сайръс Т. Носорог Родни Дейнджърфийлд                     |
| Огъст Шеленбърг   | Волният Уили (първи дублаж на Арс Диджитал Студио) Волният Уили 2 (първи дублаж на Арс Диджитал Студио) Волният Уили 3: Спасението (дублаж на Арс Диджитал Студио)                            | Рандолф Джонсън                                                    |
| Робърт Де Ниро    | История от Бронкс Слийпърс (дублаж на Тандем Видео) | Лоренцо Анело Отец Боби Карило                                     |
| Тим Къри          | Камъчето и пингвина (дублаж на Арс Диджитал Студио) Атила – вожд на хуните (дублаж на bTV) | Дрейк Теодосий                                                     |
| Том Кейн          | Спайдър-Мен: Анимационният сериал (дублаж на Диема Вижън) Скуби-Ду: Гонитба в компютъра (първи дублаж на Александра Аудио)                                                                    | Доктор Дуум Професор Робърт Кауфман                                |
| Франк Уелкър      | Скуби-Ду: Върколак по неволя Том и Джери хлапаци (дублаж на TV7, в някои епизоди е Стоян Цветков)                                                                                             | Крънч Макулф                                                       |
| Ханк Азария       | Семейство Симпсън (в двайсети сезон) Семейство Симпсън (от 1 до 26 сезон) Спайдър-Мен: Анимационният сериал (дублаж на bTV и Медиа Линк)                                                      | Мо Сислак Кланси Уигъм Еди Брок / Венъм                            |
| Хари Шиърър       | Семейство Симпсън Семейство Симпсън: Филмът (дублаж на Александра Аудио) | Кент Брокман, Уейлън Смитърс и Преподобният Лавджой Кент Брокман   |
| Хълк Хоуган       | Акция Дяволски остров Съдбоносен реванш | Майк Макбрайд Кътър                                                |
| Чарли Адлър       | Аладин Крава и пиле | Механика Червения                                                  |

## Филмография
- „Трака-трак“ – България / Франция (1995)
- „Бронзовата лисица“ (1991) – Кирчо
- „Осем процента любов“ (1990)
- „Карнавалът“ (1990) – Агент #2
- „Живот на колела“ (5-сер. тв, 1990)
- „Музикален момент“ (1990)
- „Аз, Графинята“ (1989)
- „Екзитус“ (1989)
- „Делото“ (1989)
- „Време разделно“ (1988), 2 серии
- „Чичо кръстник“ (1988)
- „Голямата игра“ (1983), 6 серии – Пепе Диас, началник Генералния щаб на въоръжените сили на Харивас
- „Ешелоните“ (1986)
- „Борис I“ (1985), 2 серии
- „Златният век“ (1984), 11 серии – (в 8-а серия)
- „Семейство Карастоянови“ – („Карастояновы“) (1983, 4 серии), СССР / България
- „Хан Аспарух“ (1981), 3 серии
- „Кръвта остава“ (1979) - жандармерост пазач на делото на Васил